# ヒョーゴノスケ
ヒョーゴノスケは、日本のイラストレーター、漫画家。広島県出身、神奈川県横浜市在住。

## 来歴
16歳の時に「週刊少年ジャンプ」で漫画家デビュー。高橋陽一のアシスタントが初仕事で、20歳前後の頃はガモウひろしらのアシスタントを務めた。その後ゲーム業界へ転身。ゲーム会社に勤めデザインチーフやアートディレクターを担当する傍らで児童書の挿絵などを描くイラストレーターとしても活動。2017年には『ドラえもん のび太の南極カチコチ大冒険』のポスターが話題になった。2017年4月30日を以て勤めていた会社が解散、同年5月以降はフリーのイラストレーターとして活動。
2017年からTwitterに実録体験マンガをアップしたところ大きな反響があった。これを受けて出版社の担当編集と書籍出版を見据え、娘との日常を描いた漫画をTwitterに投稿するようになり、こちらも大きな反響を得た。2018年3月にはTwitterに投稿した漫画に描き下ろしを加えた単行本を出版した。

## 人物・作風
『今日も娘と。』にはヒョーゴノスケ本人と娘以外の家族が登場しないが、「出すタイミングを失った」だけで妻（娘の母）がいる。
イラストレーターとしてはアウトラインの無い絵を描くことが多く、特徴となっている。

## 作品リスト

### イラスト
- ヴィレッジヴァンガード 30周年記念フェス『VVRocks』 - メインビジュアル（2016年）[3]
- Knights of the Sound-Table ～音卓の騎士～ ライブイベント - イメージイラスト、キャラクターデザイン（2016年）[3]
- TVアニメ『学園ハンサム』 - 5話、エンドカード（2016年）[3]
- 『ラブライブ!サンシャイン!!』 - グッズイラスト（2016年 - ）[3][12][13][14][15]
- Split BoB ミニアルバム『オヒレフシメ』初回限定盤ジャケット（2017年1月11日発売）[3][16]
- 『映画ドラえもん のび太の南極カチコチ大冒険』 - ポスター、イメージボード（丹地陽子と共同[7][8]、2017年）[3]
- 宝塚市立手塚治虫記念館第71回企画展 冨田勲生誕85周年・初音ミク10周年記念企画「初音ミク×手塚治虫展—冨田勲が繋いだ世界—」イラスト寄稿[17]
- 週刊ファミ通 - 2017年8月3日号、スプラトゥーン2特集イラスト寄稿[18]
- 『アドベンチャー・タイム プレイング・ウィズ・ファイア』- 日本語版数量限定カバー（2017年）[19]
- 『RWBY』 - トレーディングアクリルキーホルダー イラストデザイン（2017年）[20]
- ポケットモンスターシリーズ（2017年 - ） 
  - グッズイラスト（2017年）[21]
  - ポケモンセンタートウキョーDX パネル地図イラスト（2018年）[3]
  - ポケモンクエスト イラスト（2018年）[3]
  - ポケモンカードゲーム カードイラスト（2018年 - ）[3]
- TVアニメ『3月のライオン』 - 33話、エンドカード（2017年）[22]
- ももいろクローバーZ 配信シングル『Re:Story』 ジャケットイラスト（2018年）[3][23]
- おかあさんといっしょ プリンセス・ミミィのおとのこばこ』イラスト（2018年）[3][24]
- モンスターストライク展 イラスト寄稿（2018年）[3][25]
- ひかりのくに月刊絵本『エースひかりのくに 12月号』『しあわせなおうじ』イラスト（2018年）[3]
- ボードゲーム『老師敬服』全キャラクター・背景デザイン（2018年）[3][26]
- 映画『トラさん〜僕が猫になったワケ〜』 イラスト寄稿（2019年）[3][27]
- マクドナルド ハッピーセット 『おかあさんといっしょ プリンセス・ミミィのおとのこばこ』イラスト（2019年）[3]
- コトブキヤ es series×イラストレーターコラボ企画「クリエイターズシリーズ」第二弾「ペルソナシリーズ」グッズイラスト（2019年）[3][28]
- 『ドラえもん&SF短編「宇宙（そら）からのオトシダマ」』 - イメージボード、キービジュアル、ひみつ道具デザイン（2023年）[29][30]
- ゲーム『なつもん! 20世紀の夏休み』 - キャラクターデザイン、イメージイラスト（2023年）[31][32]
- 天穂のサクナヒメ×おにぎり まんま コラボショップ イラスト（2024年）[33][34]

### 挿絵
- 『ホラー横丁13番地』シリーズ（著：トミー・ドンババンド（英語版）、訳：伏見操、偕成社[1][3]
  1. 「吸血鬼の牙」 2012年1月 ISBN 978-4-03-521710-7
  2. 「魔女の血」 2012年2月 ISBN 978-4-03-521720-6
  3. 「ミイラの心臓」 2012年2月 ISBN 978-4-03-521730-5
  4. 「ゾンビの肉」 2012年3月 ISBN 978-4-03-521740-4
  5. 「骸骨の頭」2012年3月 ISBN 978-4-03-521750-3
  6. 「狼男の爪」2012年3月 ISBN 978-4-03-521760-2
- 『暗号クラブ』シリーズ（著：ペニー・ワーナー（英語版）、訳：番由美子、KADOKAWA/角川書店）[3]
  1. 「ガイコツ屋敷と秘密のカギ」2013年4月16日発行、ISBN 978-4-04-066430-9
  2. 「ゆうれい灯台ツアー」 2013年7月30日発行、ISBN 978-4-04-066605-1
  3. 「海賊がのこしたカーメルの宝」 2013年12月6日発行、ISBN 978-4-04-066178-0
  4. 「よみがえったミイラ」 2014年7月18日発行、ISBN 978-4-04-066928-1
  5. 「謎のスパイを追え!」 2015年8月5日発行、ISBN 978-4-04-103524-5
  6. 「エンジェル島キャンプ事件」 2015年12月2日発行、ISBN 978-4-04-103792-8
  7. 「マジック・ランドで行方不明!?」 2016年8月5日発行、ISBN 978-4-04-104516-9
  8. 「犯人は学校の中にいる!」 2016年12月12日発行、ISBN 978-4-04-104517-6
  9. 「暗号クラブ、日本へ!」 2017年4月14日発行、ISBN 978-4-04-104518-3
  10. 「ミステリー館のかくし部屋」 2017年8月10日発行、ISBN 978-4-04-106072-8
  11. 「暗号クラブ vs. スーパー★スパイ・クラブ」 2017年12月7日発行、ISBN 978-4-04-106073-5
  12. 「なげきの洞くつとビッグフット」 2018年3月22日発行、ISBN 978-4-04-106074-2
  13. 「ホピ族からのメッセージ」 2018年7月19日発行、ISBN 978-4-04-106576-1
  14. 「ゾンビの呪いに気をつけろ!」 2018年12月13日発行、ISBN 978-4-04-106577-8
- 『ふたご探偵』シリーズ（著：ペニー・ワーナー、訳：番由美子、KADOKAWA/角川書店）[3]
  1. 「ゆうれい屋敷の暗号」 2018年7月19日発行、ISBN 978-4-04-106687-4
  2. 「消えた発明品の謎」 2019年1月24日発行、ISBN 978-4-04-106688-1
- 『ぼくはこうして生き残った!』シリーズ（著：ローレン・ターシス（英語版）、訳：河井直子、KADOKAWA/メディアファクトリー）[3]
  1. 「人食いザメ事件」2014年8月8日発行、ISBN 978-4-04-066942-7
  2. 「9.11テロ事件」 2014年8月8日発行、ISBN 978-4-04-066943-4
  3. 「タイタニック号沈没事件」 2014年11月7日発行、ISBN 978-4-04-067163-5
  4. 「東日本大震災」 2015年2月6日発行、ISBN 978-4-04-067362-2
  5. 「火山の大噴火」 2015年2月6日発行、ISBN 978-4-04-067363-9
  6. 「巨大ハリケーン!」 2015年4月24日発行、ISBN 978-4-04-067606-7
  7. 「ナチスとの戦い」 2015年7月10日発行、ISBN 978-4-04-067707-1
  8. 「太平洋戦争・開戦の日」 2015年11月11日発行、ISBN 978-4-04-103789-8
- 『ダーク・ライフ 海底の世界』（著：カット・フォールズ（英語版）、訳：岡本由香子、KADOKAWA/角川書店 2016年1月29日発行）[3]
  1. 上巻 ISBN 978-4-04-103968-7
  2. 下巻 ISBN 978-4-04-103969-4

### 絵本
- いつでもカービィ 3 勇気をキミに（文章：谷口あさみ、小学館、2020年3月27日発行、ISBN 978-4097250647）
- いつでもカービィ 4 カービィのちいさな世界（文章：谷口あさみ、小学館、2020年9月4日発行、ISBN 978-4097250746）
- いつでもカービィ 9 カービィのひとり時間（文章：谷口あさみ、小学館、2022年9月7日発行、ISBN 978-4097251804）

### 漫画
- 『今日も娘と。』（KADOKAWA、2018年3月16日発行 ISBN 978-4-04069-793-2）[10]